# Sinú
Sinú je řeka v departementu Córdoba na severu Kolumbie, dlouhá 415 km. Vlévá se do Karibského moře, splavná je do vzdálenosti 200 km od ústí.
Řeka pramení v horském regionu Nudo de Paramillo nedaleko Ituanga a protéká metropolí departementu Monteríou. Vlévá se do zálivu Golfo de Morrosquillo nedaleko města San Bernardo del Viento. Hlavními přítoky jsou řeky Verde, Esmeralda a Naim.
V povodí řeky roste tropický střídavě vlhký les a žije zde endemický pyrura kolumbijský, na horním toku byl v roce 1977 zřízen Přírodní park Paramillo. Podél dolního toku se nachází významná zemědělská oblast, kde se pěstuje převážně rýže.
Kontroverzi vyvolala výstavba přehrady Urrá, která zaplavila vesnice domorodých obyvatel z etnika Emberá Katío. Oblast podél řeky byla také známa jako místo častých bojů mezi vládními jednotkami a Revolučními ozbrojenými silami Kolumbie.